# اعنيات الغابة (أولاد سلمان)
اعنيات الغابة هي إحدى مشيخات المملكة المغربية، تتبع جغرافيا لإقليم آسفي وإداريًا لأولاد سلمان. يقدر عدد سكانها بـ 4020 نسمة حسب الإحصاء الرسمي للسكان والسكنى لسنة 2004.